# Brzo klizanje na kratkim stazama
Brzo klizanje na kratkim stazama je jedna varijanta brzog klizanja kod kojeg se klizači na ledu natječu na kružnoj stazi duljine 111,12 metara, za razliku od standardnog brzog klizanja koje se izvodi na stazi duljine 400 m. Ovaj je sport poznat i pod engleskim nazivom short track.

## Staza za short track
Staza za ovaj sport se najčešće priprema na standardnom hokejaškom terenu, koji je dimenzija 60x30 metara. Kako su zavoji u relativno kratkom krugu vrlo malog radijusa, klizači u ovoj diciplini moraju imati odličnu tehniku posebno u zavojima. Zbog brzine i zavoja padovi u ovom sportu nisu rijetkost, te je stoga uobičajeno oko staze postaviti spužve koje umanjuju rizik od ozljede prilikom sudara s ogradom.

## Pravila natjecanja
Natječe se između 4 i 6 natjecatelja, i to na sljedećim dionicama: 500 m, 1000 m, 1500 m i 3000 m. Postoji i natjecanje u štafetama, u kojima se po četiri natjecatelja iz jedne momčadi natječe na dionici od 3000 m (žene) odnosno 5000 m (muškarci).
Short track je bio demonstracijski sport na Zimskim olimpijskim igrama u Calgary-ju 1988. a u program igara je ušao na Igrama u Albertvilleu 1992. te je od tada stalno u programu ZOI.